# Canton de Nocé
Le canton de Nocé est une ancienne division administrative française située dans le département de l'Orne et la région Basse-Normandie.

## Géographie
Ce canton était organisé autour de Nocé dans l'arrondissement de Mortagne-au-Perche. Son altitude varie de 107 m (Berd'huis) à 261 m (Colonard-Corubert) pour une altitude moyenne de 154 m.

## Représentation

### Conseillers généraux de 1833 à 2015
| Période | Période          | Identité                               | Étiquette                      | Qualité |
| ------- | ---------------- | -------------------------------------- | ------------------------------ | --- |
| 1833    | 1856 (décès)     | Charles Cohin                          |                                | Négociant, maire de Bellême, puis de Saint-Aubin-des-Grois |
| 1856    | 1856 (décès)     | Baron Thomas des Chesnes               |                                | Propriétaire du château de Saint-Hilaire-des-Noyers |
| 1857    | 1866 (décès)     | Émile Pelletier                        |                                | Propriétaire-cultivateur |
| 1866    | 1884 (démission) | Henri-Joseph Dugué de La Fauconnerie   | Appel au peuple (Bonapartiste) | Propriétaire à Saint-Germain-des-Grois, ancien conseiller de préfecture, député (1869-1870, 1876-1881, 1885-1893) |
| 1884    | 1886             | Charles-Paul Aveline                   | Républicain                    | Cultivateur éleveur à Verrières |
| 1886    | 1892             | Comte Conrad Tardieu de Maleissye      | Droite                         | Propriétaire, maire de Dancé |
| 1892    | 1904             | René Julien Martin Pillais             | Républicain Conservateur       | Maire de Berd'huis |
| 1904    | 1940             | Henri Tournouër (1861-1943)            | Républicain                    | Historien, archiviste-paléographe, secrétaire d'ambassade, maire de Corubert (1901-1943), président de la Société historique et archéologique de l'Orne (1899-1942), secrétaire général de la Société percheronne d'histoire et d'archéologie, médaille de vermeil de la Société française d'archéologie (1908), président de la Fédération des sociétés normandes (1925), chevalier de la Légion d'honneur (1931) |
|         |                  |                                        |                                | |
| 1945    | 1946 (décès)     | Louis Charles Paul Aveline (1906-1946) | DVD-RPF                        | Propriétaire, maire de Verrières |
| 1946    | 1958             | André Duval                            | DVD                            | Agriculteur, maire de Préaux |
| 1958    | 1976             | Léon Labbé                             | Rad. puis UDR                  | Avocat au Conseil d'État et à la Cour de cassation, maire de Saint-Agnan-sur-Erre |
| 1976    | 1987 (décès)     | Roger Vaugeois (1919-1987)             | DVD                            | Enseignant retraité, Nocé |
| 1987    | 2001             | Louis Godin                            | RPR                            | Notaire, maire de Préaux-du-Perche (1983-1995) |
| 2001    | 2015             | Jean-Michel Bouvier                    | DVD                            | Notaire, maire de Verrières, élu en 2015 dans le canton de Bretoncelles |

### Conseillers d'arrondissement (de 1833 à 1940)
| Période                                  | Période      | Identité                                | Étiquette | Qualité |
| ---------------------------------------- | ------------ | --------------------------------------- | --------- | --- |
| 1833                                     | 1842 (décès) | Marin Charles Martin Debray (1776-1842) |           | Ancien notaire, suppléant du juge de paix, propriétaire à Préaux                                            |
| 1842                                     | 1848         | Louis Lucien Cohin                      |           | Négociant en toiles, propriétaire à Bellême, propriétaire du château de Couesme à Dame-Marie                |
|                                          |              |                                         |           | |
| 1868                                     |              | M. Rossignol                            |           | Juge de paix à Nocé                                                                                         |
|                                          |              |                                         |           | |
| 1890                                     | 1904 (décès) | Louis-Dominique-François Couillin       |           | Propriétaire, maire de Corubert                                                                             |
| 1904                                     | 1907         | Alphonse-Hilaire Michaudel (1846-1926)  |           | Cultivateur, maire de Préaux                                                                                |
| 1907                                     | 1940         | Henri Denis Pelletier (1862-?)          | RG        | Agriculteur à Nogent-le-Rotrou, maire de Préaux                                                             |
| 1940                                     |              |                                         |           | Les conseils d'arrondissement ont été suspendus par la loi du 12 octobre 1940 et n'ont jamais été réactivés |
| Les données manquantes sont à compléter. |              |                                         |           | |

Le canton participe à l'élection du député de la deuxième circonscription de l'Orne.

## Composition

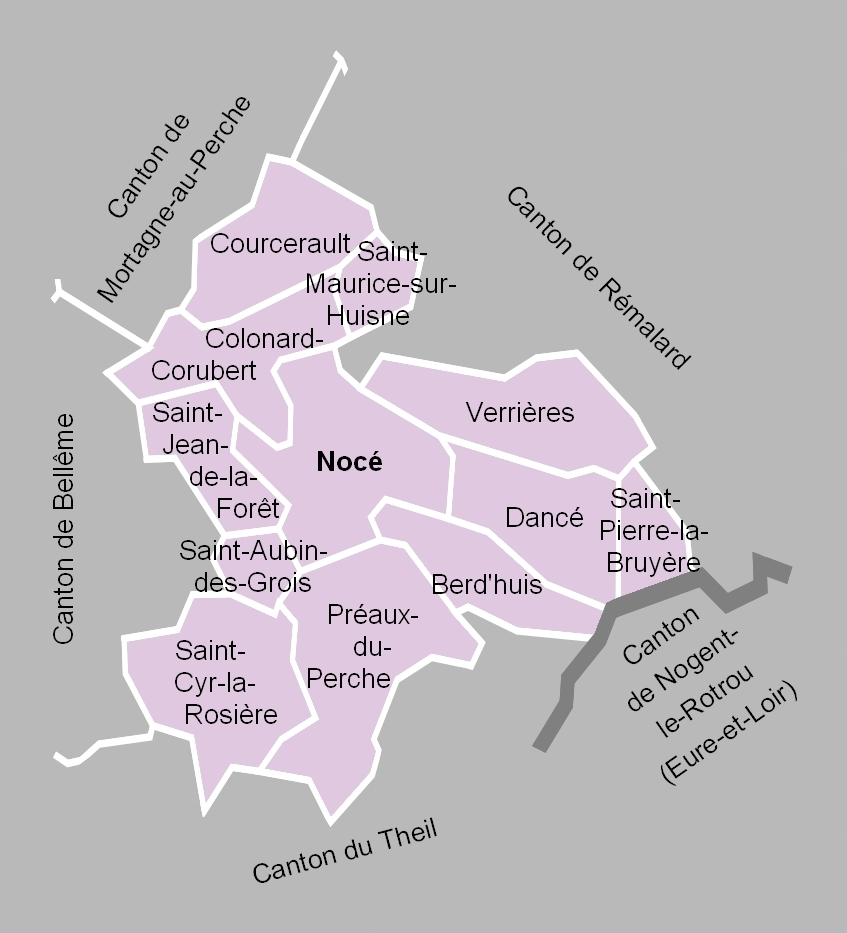
La carte des communes du canton. Les cantons limitrophes étaient ceux de Mortagne-au-Perche, de Rémalard, de Nogent-le-Rotrou, du Theil et de Bellême.

Le canton de Nocé comptait 4 579 habitants en 2012 (population municipale) et groupait douze communes :
- Berd'huis ;
- Colonard-Corubert ;
- Courcerault ;
- Dancé ;
- Nocé ;
- Préaux-du-Perche ;
- Saint-Aubin-des-Grois ;
- Saint-Cyr-la-Rosière ;
- Saint-Jean-de-la-Forêt ;
- Saint-Maurice-sur-Huisne ;
- Saint-Pierre-la-Bruyère ;
- Verrières.

À la suite du redécoupage des cantons pour 2015, toutes les communes sont rattachées au canton de Bretoncelles.

### Anciennes communes
Les anciennes communes suivantes étaient incluses dans le canton de Nocé :
- Saint-Hilaire-des-Noyers, absorbée en 1812 par Colonard.
- Sainte-Gauburge, absorbée en 1812 par Saint-Cyr-la-Rosière.
- Courthioust, absorbée en 1823 par Colonard (Colonard-le-Buisson à partir de 1932).
- Saint-Quentin-le-Petit, absorbée en 1840 par Nocé.
- Corubert, absorbée en 1959 par Colonard-le-Buisson. La commune prend le nom de Colonard-Corubert.

## Démographie
| 1962  | 1968  | 1975  | 1982  | 1990  | 1999  | 2006  | 2011  | 2012  |
| ----- | ----- | ----- | ----- | ----- | ----- | ----- | ----- | ----- |
| 4 331 | 4 059 | 3 596 | 3 842 | 4 303 | 4 535 | 4 571 | 4 576 | 4 579 |